# Жерденівка
Жерде́нівка — село в Україні, у Гайсинській міській громаді Гайсинського району Вінницької області. Розташоване на обох берегах річки Дубина (притока Собу) за 13 км на південь від міста Гайсин та за 5,5 км від залізничної станції Зятківці. Населення становить 507 осіб (станом на 1 січня 2015 р.).

## Легенда про заснування
За переказами 1475 року, повертаючись із чергового походу, козак на прізвище Жерда зупинився відпочити і поїсти кулешу в якійсь місцевості. Він був втомлений і скоро заснув. Коли прокинувся вранці, то побачив дуже красиву місцевість. Він був зачарований і тому вирішив збудувати тут хату і поселитися в цих краях. До нього стали приєднуватися його друзі і знайомі. До 1550 року село розрослося і стало багатим. Село мало назву Сичівка.
Назва пішла від того, що ночами в садах кричали сичі.
Все частіше на село нападала польська шляхта. В одній із битв козак Жерда бився дуже хоробро. Було багато полеглих, але Жерда не здавався. І ось тоді польський воєвода, здивований його хоробрістю, подарував йому життя і пообіцяв більше не чіпати село. Селяни, які залишилися живі, на честь героя дали нову назву селу Жерденівка.

## Місцева топоніміка
У селі до цього часу збереглись народні назви вулиць:
- Вулиця Зозулівка — жили переважно селяни з прізвищем Зозуля.
- Вулиця Чубівка — на цій вулиці проживали козаки, які носили пишні чуби.
На підставі документів 80–90 -х рр. XVI ст., можна простежити не тільки умови формування маєтностей, а й перші кроки перерозподілу власності між найбагатшими магнатами Східного Поділля — Брацлавщини. Насамперед це різноманітні форми надань, або привілеїв.

## Історія
7 (20) листопада 1917 року, відповідно до Третього Універсалу Української Центральної Ради, увійшло до складу Української Народної Республіки.
12 червня 2020 року, відповідно до розпорядження Кабінету Міністрів України № 707-р «Про визначення адміністративних центрів та затвердження територій територіальних громад Вінницької області», село увійшло до складу Гайсинської міської територіальної громади.
19 липня 2020 року, в результаті адміністративно-територіальної реформи та ліквідації Гайсинського району (1923—2020), село увійшло до складу новоутвореного Гайсинського району.

## Жерденівське гончарство
У першій половині ХІХ ст. поміщики, що володіли майже усіма землями Поділля, переганяли з насиджених земель на нові місця мешкання цілі села. Під час одного з таких переселень потрапив з містечка Кіблич у село Жерденівку гончарний підмайстер, кріпак панів Ярошинських — Федір Лавренюк, який завіз секрет виготовлення свинцевої поливи. З Жердинівки від Федора Лавренюка мистецтво полив'яного посуду поширилось і в інші осередки — Бубнівку, Крищенці, Куни.
Слава про майстра полив'яних виробів швидко рознеслась сусідніми селами. До нього потягнулись учні. Лавренюка прозвали «Полив'яний». Цей титул зберігся і за його спадкоємцями — сином Силою та внуком Прокопом. Федір Лавренюк-Полив'яний ще до 1861 р. отримав волю «за искусное художество и мастерство», про що свідчила грамота, яку зберігав онук.
Від Сили Жерденівського прийшло мистецтво полив'яної кераміки і в Бубнівку. Найбільш талановитим учнем і послідовником гончаря став бубнівський майстер Андрій Гончар (1823—1926 рр.), якого називають засновником бубнівського розписного гончарства. Юнаком він утік з панщини у Гайсин, став гончарним челядником, навчаючись у цехового майстра Сили Жерденівського.

## Видатні люди
- Куцак Андрій Авер'янович — радянський партійний і державний діяч.
- Педанюк Іван Маркович — український радянський діяч, журналіст.
- Ярмуратій Анна Миколаївна (1991—2022) — старший сержант Збройних сил України, учасниця російсько-української війни